# Roble de Thor

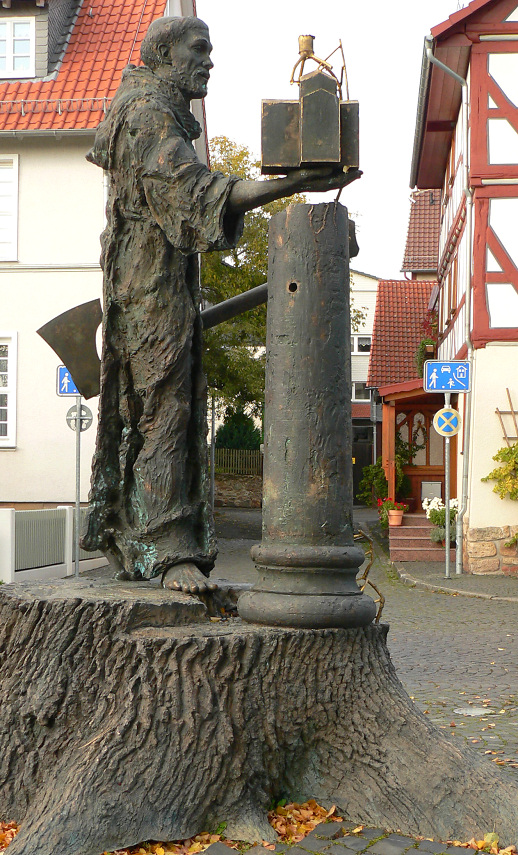
Estatua de San Bonifacio en Fritzlar que representa al santo con un hacha tras talar el roble de Thor.

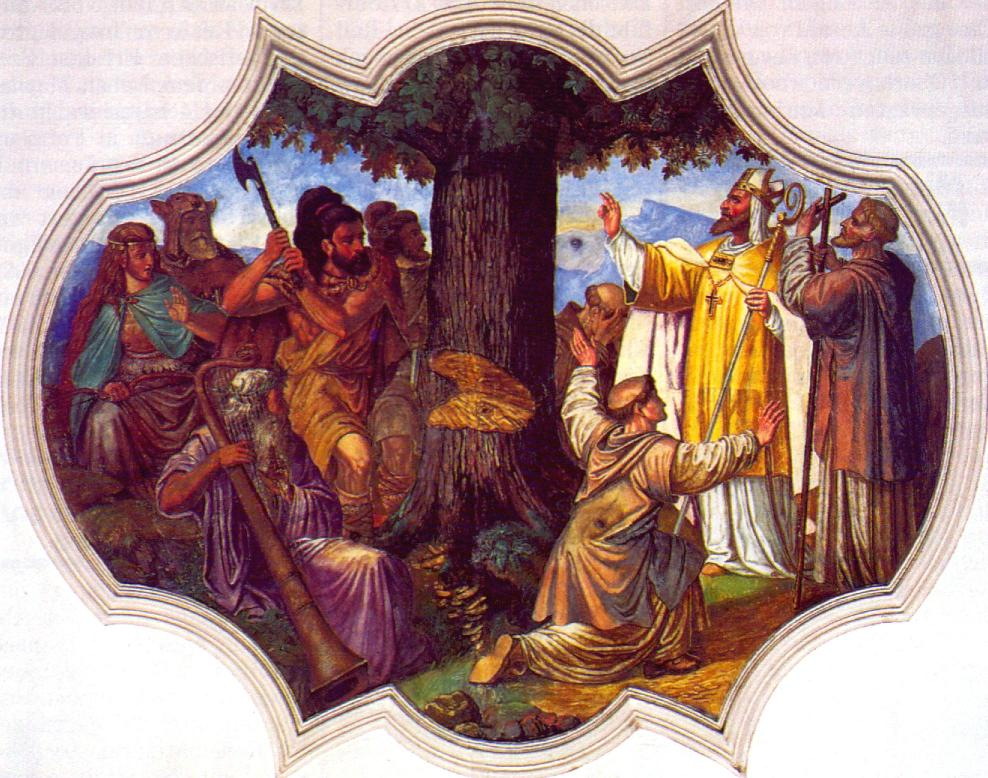
Bonifacio supervisando el talado del Roble de Thor, en una pintura de 1737 en la iglesia de san Martín de Westenhofen, en Schliersee, Alemania.

El Roble de Thor, también conocido en alemán como Donareiche (roble de Donar o roble del trueno) era un legendario árbol sagrado para la tribu germánica de los catos, antepasados de los hessianos y un importante lugar sagrado de los pueblos germánicos paganos.
Muchos robles han sido considerados sagrados y consagrados a Thor, dios del trueno en la mitología nórdica. El más importante de ellos fue el árbol talado por el misionero cristiano anglosajón san Bonifacio a principios del siglo VIII. Según la hagiografía del santo, el árbol se situaba cerca de la aldea de Geismar (hoy parte de la ciudad de Fritzlar, en el norte de Hesse) y fue el principal lugar de veneración a la deidad germánica conocida entre los pueblos germánicos occidentales, como los catos y otros, como Donar (en alto alemán Donner = trueno), en inglés antiguo como Thunor y por las tribus del norte como Thor. El árbol se taló deliberadamente en el año 723 y simboliza el comienzo de la cristianización de las tribus no francas del norte de Alemania.

## El roble en la cultura germánica
La veneración a árboles como el roble en Alemania tiene orígenes remotos. El roble ya estaba asociado con Zeus en la Antigüedad Clásica y su carácter sagrado fue particularmente intenso entre los pueblos germánicos.
En general, el roble representaba valores tradicionales como la verdad, la longevidad y la lealtad, y en los siglos XVIII y XIX llegó a simbolizar a la misma Alemania. El poeta Friedrich Gottlieb Klopstock lo consideraba un símbolo nacional, y asoció con el caudillo bárbaro Arminio en su obra Hermanns Schlacht. Ein Bardiet für die Schaubühne (1769), una epopeya histórica que celebraba al líder militar del siglo I, vencedor de la batalla del bosque de Teutoburgo, que se convirtió en un emblema de la unidad alemana.

## San Bonifacio y el roble de Thor

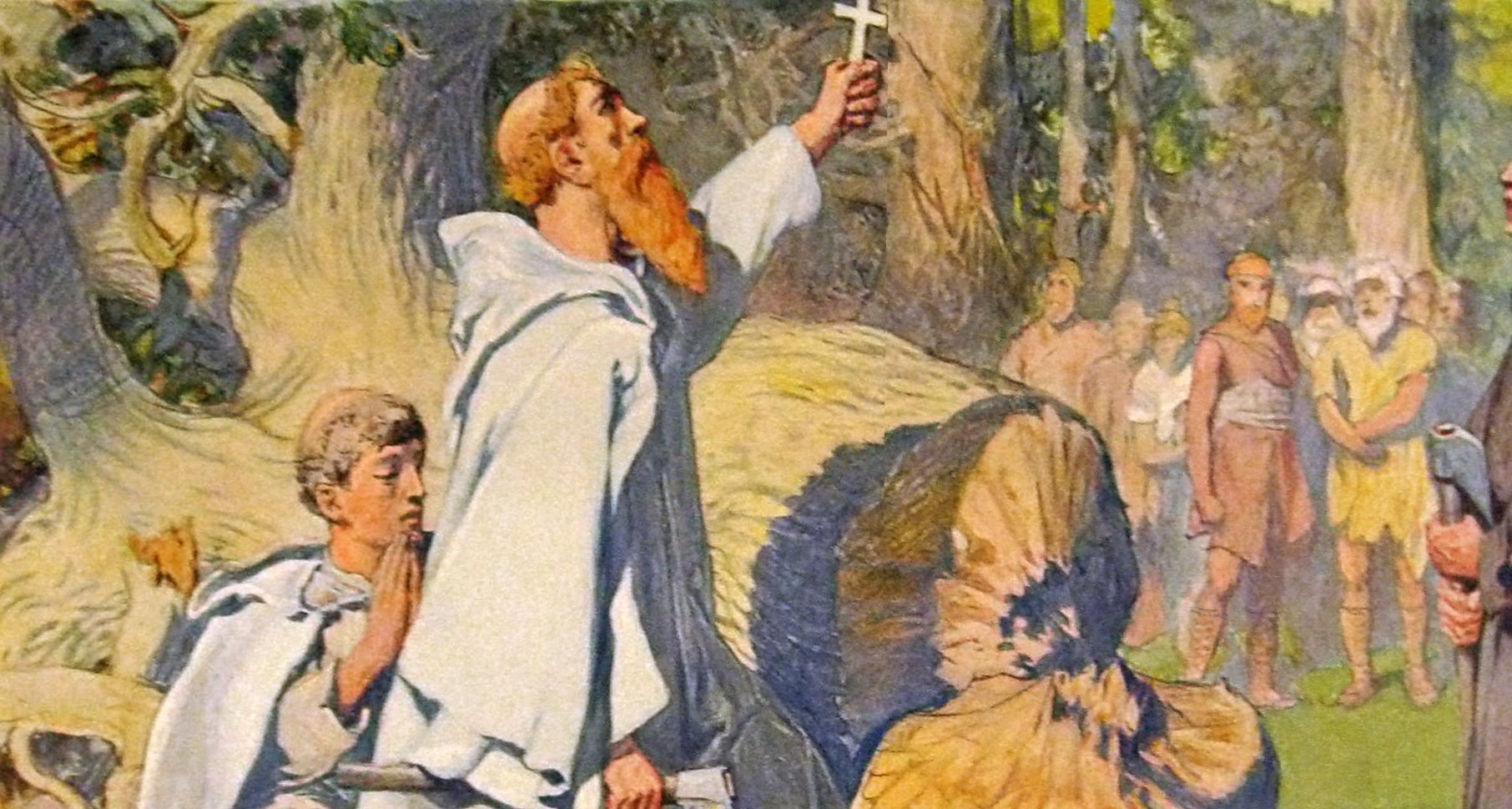
"Bonifacius" (1905), por Emil Doepler.

En el año 723, el misionero anglosajón san Bonifacio, apóstol de los alemanes, llegó a la zona buscando convertir a las tribus germánicas del norte de Alemania al cristianismo, utilizando como base el asentamiento franco fortificado de Büraburg en el lado opuesto del río Eder. Acababa de encontrarse con Carlos Martel, quien le confirmó el compromiso del Imperio franco en la misión en Turingia y Hesse. Con el apoyo militar de los francos, Bonifacio, en lo que probablemente fue una acción bien planificada y anunciada, taló el roble sagrado para transmitir la superioridad del Dios cristiano sobre Donar y la religión nativa germánica. Según la primera hagiografía de Bonifacio, escrita por Willibaldo de Maguncia, el enorme roble fue derribado por un gran soplo de viento, "como si por milagro" con Bonifacio solo haciendo un giro del hacha. Como el dios Donar no respondió lanzando un relámpago al misionero, el pueblo accedió a ser bautizado estableciéndose así la primera diócesis fuera de las fronteras del antiguo Imperio romano.
En la iconografía de San Bonifacio, el acto es uno de los símbolos más importantes del santo, y muchas tarjetas de oración lo ilustran con un hacha, a veces el pie sobre el tocón del árbol; la escena fue representada en numerosas pinturas históricas del siglo XIX.
Bonifacio utilizó la madera del roble para construir una capilla dedicada a San Pedro en Fritzlar. Esta capilla dio origen posteriormente a un monasterio benedictino.